# Día Negro (álbum)
Día negro es el primer EP del grupo de rock mexicano La Barranca. Fue lanzado al mercado en 1998.
Como parte de la promoción de «Día Negro», segundo sencillo de Tempestad, en 1998 La Barranca le propuso a la disquera BMG realizar algunos remixes de la canción. Era la época de los remixes, y había presupuesto.

## Lista de canciones
| N.º   | Título                                   | Escritor(es)                              | Duración |  |
| 1.    | «Día negro»                              | J.M. Aguilera                             | 5:00     |  |
| 2.    | «Día negro» (Siniestro Mix)              | J.M. Aguilera                             | 6:54     |  |
| 3.    | «Día negro» (Jazz Club Mix)              | J.M. Aguilera                             | 3:34     |  |
| 4.    | «Día negro» (Siniestro Mix [Radio Edit]) | J.M. Aguilera                             | 4:08     |  |
| 5.    | «Chan chan»                              | Francisco Repilado Muñoz "Compay Segundo" | 4:50     |  |
| 24:26 |                                          |                                           |          |  |

## Créditos
- José Manuel Aguilera – guitarras acústica y eléctrica, voz, loops, jarana, percusiones, programación y coros.
- Federico Fong – bajo, stick, piano, percusiones, programación y coros.
- Jorge “Cox” Gaytán – violín, guitarras, maracas y coros.
- Alfonso André (Viejo y entrañable invitado) – batería, percusiones, programación, sampleos y coros.

- 1 Grabado por Mike Harris y Rodolfo Cruz. Mezclado por Mike Harris.
- 2, 3 y 4 Remezclados por Aleks Syntek. 3 Participación especial de H. Page.
- 5 Grabado por Alfonso André asistido por Federico Fong. Mezclado por Jorge "Chiquis" Amaro.

- Masterización: Luis Gil.
- Diseño gráfico e imágenes: Vicente Rojo Cama.
- Foto: Fabián Resendiz.